# 国鉄リ2050形貨車
国鉄リ2050形貨車（こくてつリ2050がたかしゃ）は、かつて日本国有鉄道（国鉄）およびその前身である鉄道省等に在籍した8 t積みの土運車である。
本形式と同一の経歴を持つリ2100形、又本形式と類似の経歴を持つリ2200形についても本項目で解説する。

## リ2050形、リ2100形
1944年（昭和19年）4月1日に南武鉄道が戦時体制により国有化され、南武鉄道に在籍していたリフ1600形（3両）、リ1700形（17両）が新形式である8 t積みリ2050形（リフ1600 - リフ1602→リ2050 - リ2052）及び10 t積みリ2100形（リ1700 - リ1716→リ2100 - リ2116）に定められた。国有化後も引き続き旧南武鉄道の地元（多摩川沿い）で砂利採取用途にて運用された。
両形式とも1954年（昭和29年）に最後まで在籍した車両が廃車になり形式消滅した。在籍期間約10年と短期間で姿を消した。

## リ2200形
1944年（昭和19年）4月1日に青梅鉄道が戦時体制により国有化され、青梅鉄道に在籍していた車両1両が新形式である10 t積みリ2200形（リ2200）に定められた。
1953年（昭和28年）に廃車になり形式消滅した。